# Kibuku (district)
Kibuku is een district in het oosten van Oeganda. Hoofdstad van het district is de stad Kibuku. Het district telde in 2012 naar schatting 181.700 inwoners op een oppervlakte van 490 km².
Het district werd in 2010 opgericht door afsplitsing van het district Pallisa. Het grenst aan volgende districten: Pallisa, Budaka, Butaleja en Namutumba. Het district telt drie steden (towns), 16 sub-counties, 40 gemeenten (parishes) en 95 dorpen.